# Cục Viễn thông và cơ yếu, Bộ Công an (Việt Nam)
Cục Viễn thông và cơ yếu trực thuộc Bộ Công an Việt Nam có chức năng nhiệm vụ giúp Bộ trưởng thống nhất quản lý nhà nước về thông tin liên lạc và cơ yếu trong Công an nhân dân; trực tiếp đảm bảo thông tin liên lạc và cơ yếu thông suốt, nhanh chóng, an toàn, bí mật, phục vụ có hiệu quả công tác lãnh đạo, chỉ huy, chiến đấu và các hoạt động của lực lượng Công an nhân dân theo quy định của Nhà nước và Bộ Công an

## Lịch sử
Theo Nghị định số 01/NĐ-CP ngày 6 tháng 8 năm 2018 quy định về chức năng, nhiệm vụ, quyền hạn và cơ cấu tổ chức bộ máy của Bộ Công an. Sau khi giải thể các Tổng cục, Cục Viễn thông và cơ yếu được thành lập trên cơ sở sáp nhập từ Cục Thông tin liên lạc thuộc Tổng cục Hầu cần - Kỹ thuật và Cục Cơ yếu được điều chuyển về trực thuộc Bộ Công an.

## Lãnh đạo hiện nay
- Cục trưởng: Thiếu tướng Lê Khắc Thuyết, Bí thư Đảng ủy Cục

- Phó Cục trưởng:

1. Thiếu tướng Đặng Văn Bảy
2. Thiếu tướng Nguyễn Quang Tuấn
3. Đại tá Hồ Anh Quý
4. Đại tá Đặng Tuấn Ngọc
5. Đại tá Nguyễn Hồng Sơn

## Tổ chức
- Phòng Tham mưu tổng hợp
- Phòng Chính trị
- Phòng Hậu cần - Tài chính
- Phòng Quản lý mạng và truyền dẫn
- Phòng Quản lý kỹ thuật nghiệp vụ mật mã
- Phòng Quản lý liên lạc cơ yếu Công an nhân dân
- Phòng Quản lý, cung cấp và kiểm tra tài liệu mật mã
- Phòng Mã dịch và chuyển nhận điện mật
- Phòng Nghiên cứu khoa học kỹ thuật mật mã

## Lãnh đạo qua các thời kỳ

### Cục trưởng
- Đại tá Nguyễn Minh Dũng
- Thiếu tướng Nguyễn Thế Bình
- Thiếu tướng Phạm Đăng Khoa, từ 29.06.2021 - 29.06.2022, nguyên là Đại tá Giám đốc Công an Tỉnh Hưng Yên

### Phó Cục trưởng
- Đại tá Tạ Đình Năm
- Đại tá Lê Bảo Hà